# サーエゲ (巡航ミサイル)
サーエゲ（ペルシア語: صاعقه）は、イランの対地兼対艦巡航ミサイル。
2001年8月に開発が進行していることが明らかになった。
2006年の演習では10発が発射された事が発表された。イラン・イスラム共和国放送によれば射程は80から250kmとされているが、核弾頭の運用能力については判明していない。2010年4月の演習では5発が使用されている。
混同されやすいものとして、対戦車ミサイルのサーエゲと、同名のUAV等が存在する。